# Église Saint-Julien d'Ussel
Pour les articles homonymes, voir église Saint-Julien.
L'église Saint-Julien est une église située en France sur la commune d'Ussel (Cantal), en région Auvergne-Rhône-Alpes.

## Historique
L’église romane d’origine, datant du début du XIIIe siècle, a été presque entièrement reconstruite à l’époque gothique, ce qui est rare en Auvergne. Le clocher-peigne a été refait au début du XIXe siècle.

### Protection
L'église est inscrite au titre des monuments historiques par arrêté du 4 décembre 1968.

## Description
L’édifice se compose d’une nef du XIVe siècle à deux travées, dont la seconde est flanquée de chapelles latérales ajoutées au XVe siècle, et d’un chœur pentagonal datant de la fin de l’époque romane.
Deux objets sont répertoriés dans la base Palissy : une Vierge de Pitié et une statue de Saint Jacques.